# バナナ・リパブリック

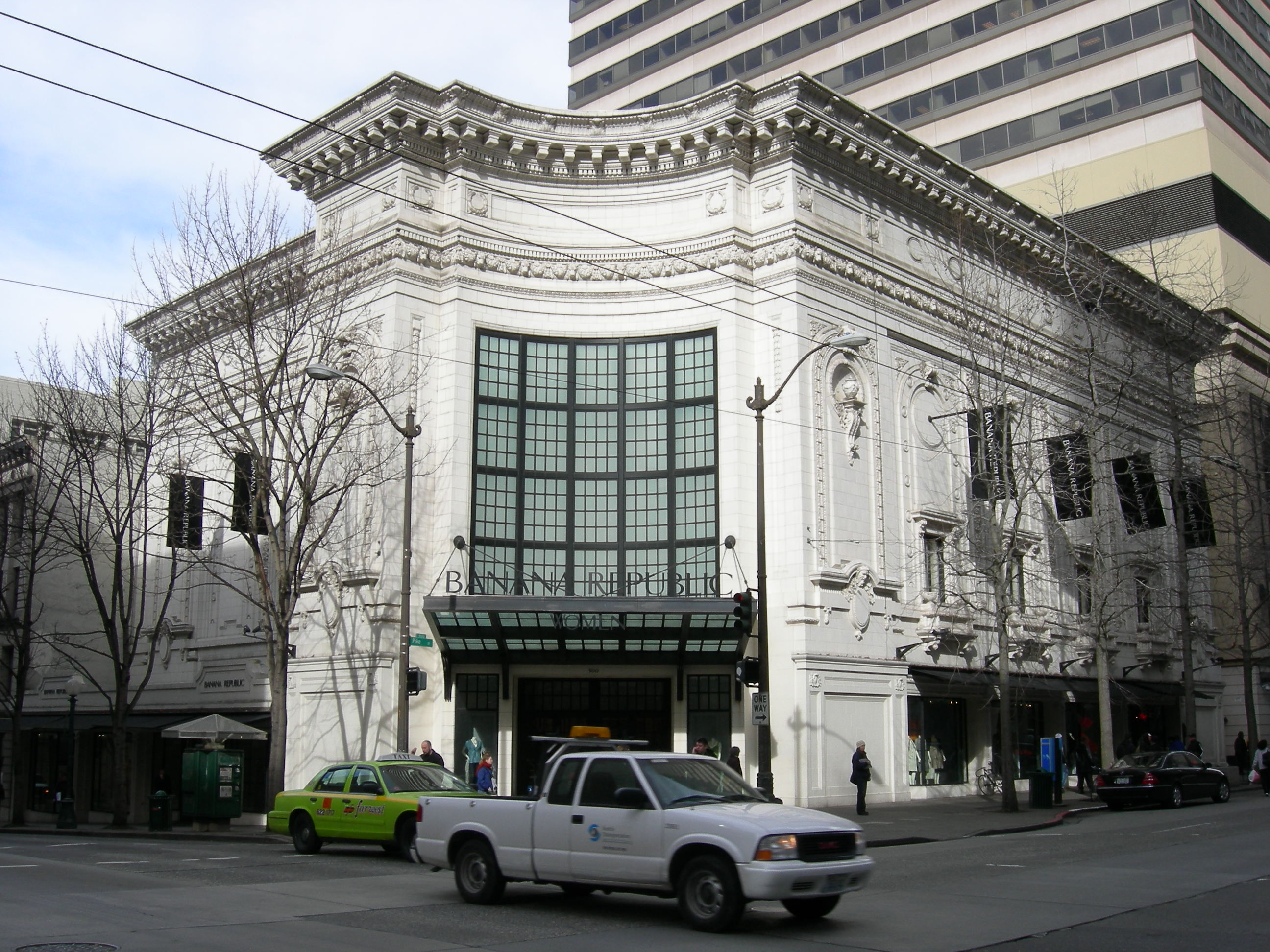
バナナ・リパブリックの店舗（アメリカ合衆国・シアトル）

バナナ・リパブリック (Banana Republic) は、アメリカ合衆国カリフォルニア州を本拠とする衣料品製造小売業であり、そのブランドである。
GAP（ギャップ）やオールド・ネイビーといったチェーン店・ブランドとともに、アメリカ合衆国での衣料品小売業最大手であるGAP社が所有する。

## 歴史
1978年に、メル・ジーグラーによってカリフォルニア州ミルバレーで創業された。当初は、1970年代後期に流行したサファリ風ファッションを取り扱っていた。また、ジープやアフリカのサファリに実際に生息する植物をショーウィンドーに並べていた。
1983年にGAP社に買収された。GAP社買収後はブランドイメージの転換が図られ、現在の「カジュアル・ラグジュアリー」と呼ばれるアパレルブランドとなった。
また、2000年に入り、ファッションショー（ランウェイ）の定期的な開催、テレビ番組 (プロジェクト・ランウェイ) や映画 (SAYURI) への積極的な提供等を行い、そのブランド地位を高めていった。現在は、世界各国に合計600以上の店舗がある（フランチャイズ含む）。

## ブランド名に対する批判
「バナナ・リパブリック（=バナナ共和国）」というブランド名が、アメリカにおいて中南米の小規模な発展途上国を侮蔑的に扱う「バナナ共和国」という呼称そのものであるために、そのアウトドア的（=未開発的）なファッションと併せて、それらの小規模な発展途上国に対する偏見を助長するものとしてアメリカ合衆国国内や中南米諸国で批判を浴びた。

## 日本法人の概要
2005年9月、日本に北米以外で初の海外進出。9月1日、プランタン銀座モード館に1号店をオープン。続いて、9月3日に六本木ヒルズ、9月7日にコレド日本橋、9月15日に横浜ランドマークプラザと4店舗立て続けに出店した。しかし、2016年5月に米ギャップ社が、日本で展開するオールド・ネイビーの全店舗閉鎖とともにバナナ・リパブリックの大幅な店舗縮小を発表した。
2023年4月29日現在、46店舗を展開。
商号ギャップジャパン株式会社
本社所在地東京都渋谷区千駄ヶ谷5-32-10（2005年7月19日から）
設立1994年12月21日 （米国・Gap, Inc.の100%子会社）
代表者ロバート・フランク 代表取締役